# Nossa Senhora da Cova da Cruz
Nossa Senhora da Cova da Cruz é uma advocação da Virgem Maria originada após suas aparições à Maria Olinda do Céu em Bugarrel, perto de Chão das Maias, na freguesia da Serra de Tomar, em Portugal.

## As aparições
As aparições de Bugarrel ocorreram em 1947 num sobreiro a Maria Olinda do Céu, que na época contava seus 14 anos. A vidente também já havia relatado a aparição de um anjo aos 5 anos.
No local foi construída uma capela e a devoção foi popular até aos anos 70, altura em que, com a morte de Olinda, em 1973, se registou uma diminuição das peregrinações. No entanto, a "Santa do 14" (apelido pelo qual a Virgem é chamada por aparecer nos dias 14 de cada mês), ainda é invocada por fiéis em sua capela.
Relatos de curas milagrosas, de perseguição à vidente, de um incêndio que destruiu a capela, de imagens que choram e de outros fenómenos suscitam a piedade de seus devotos.